# رجینالد اوئن
رجینالد اوئن (انگلیسی: Reginald Owen؛ ‏ ۵ اوت ۱۸۸۷ – ۵ نوامبر ۱۹۷۲) بازیگر اهل بریتانیا بود. وی بین سال‌های ۱۹۱۱ تا ۱۹۷۲ میلادی فعالیت می‌کرد. او به خاطر نقش‌های متعددش در فیلم‌ها و برنامه‌های تلویزیونی بریتانیایی و آمریکایی شهرت داشت.

## فیلم‌شناسی
از فیلم‌ها یا برنامه‌های تلویزیونی که وی در آن نقش داشته است، می‌توان به فلوریان، کارهای ناشایست جولیا، تپه‌های وطن، چالشی برای لسی، مری پاپینز، ولوت ملی، برداشت محصول تصادفی، زیگفلد کبیر، خانم مینی‌ور، آنا کارنینا، مادام کوری، تختخواب سحرآمیز، پیرامون اسارت بشری، دره تصمیم، تندر در میانکوه، زن سال، خانه روتشیلت، فتح، داستان دو شهر، نامه، ملکه کریستینا، آوای وحش اشاره کرد.